# Ángel Vargas
José Ángel Lomio (Buenos Aires, 22 de octubre de 1904 - Buenos Aires, 7 de julio de 1959), conocido artísticamente como Ángel Vargas, fue un cantante de tango argentino. Formó en la década de 1940 un famoso dúo con el pianista Ángel D'Agostino. Es uno de los principales exponentes del tango argentino.

## Biografía
Nació en el barrio de Barracas, de la ciudad de Buenos Aires.
Comenzó a cantar en la década de 1930 en la orquesta de Augusto Pedro Berto con el seudónimo de  Carlos Vargas.
En 1932 conoció a Ángel D'Agostino e hicieron algunas presentaciones juntos. 
En 1938 grabó algunas canciones con la Orquesta Típica Victor. 
En 1940 alcanza notoriedad cuando ingresa como voz principal de la orquesta de Ángel D'Agostino y comienzan a grabar para el sello RCA Victor. Realizaron noventa y tres grabaciones entre aquel año y 1946, que constituyen una obra esencial del tango del siglo XX. Luego formó su propia orquesta, aunque sin el éxito del período anterior. Estuvo integrada por Luis Stazo y José Libertella, entre otros.
Murió tempranamente, a los cincuenta y cuatro años y en plena actividad. Entre sus tangos más recordados están Tres esquinas, Cuartito azul,
Muchacho, Agua florida, Mano blanca y el vals Esquinas porteñas.
Era apodado como "El ruiseñor de las calles porteñas".

## Actividad discográfica
Vargas se inició en el disco como cantor de la orquesta de José Luis Padula en 1935 y para el sello Odeón con las canciones Ñata linda y Brindemos compañero.
Luego participó en tres canciones con la Orquesta Típica Victor entre 1938 y 1939, y luego grabó un simple o sencillo con guitarras en el mismo año 1939 con las canciones La bruja y Milongón.
En 1940 y con los temas Muchacho y No aflojés, Vargas hace su primer registro con la orquesta de Angel D'Agostino, con la cual realiza noventa y tres grabaciones más una toma de película (El cuarteador) hasta 1946. Las últimos canciones grabadas con D'Agostino fueron Demasiado tarde y Camino del Tucumán.
En 1947 Vargas inicia sus primeros registros como solista, acompañado por la orquesta de Eduardo Del Piano. Con él Vargas graba veinte canciones hasta 1950. Entre ellas se destacan Milonga para Gardel, ¿Se lustra, señor?, Bandoneón arrabalero, La mariposa, El motivo, Que se vayan, Mi vieja viola y Ventanita de arrabal.
En 1951 comienza una serie de registros con la orquesta de Armando Lacava, director con el que Vargas graba más canciones que con cualquier otro: cuarenta títulos hasta 1954. Con él grabó Naipe marcado, De vuelta al bulín, No es más que yo, Tras cartón, Copa de ajenjo, Duelo criollo, Bésame en la boca, Araca corazón, Alma en pena, El adiós, Corrientes y Esmeralda, Si es mujer ponele Rosa, Dejame vivir mi vida y Evocación de París, además de canciones grabadas anteriormente con D'Agostino (A pan y agua, Pero yo sé, Sólo compasión).
Luego Vargas graba cuatro canciones en 1954 con el trío de Alejandro Scarpino: Muchacho, No aflojés, El espejo de tus ojos y Cartas viejas. Al año siguiente grabaron dos más: Ayer y La bruja. Fue la única vez que Vargas fue acompañado por una formación de este tipo, ya que hasta ese momento todas sus grabaciones como solista fueron con acompañamiento de orquestas, exceptuando su simple con guitarras de 1939.
En 1955 comienza a realizar grabaciones con la orquesta de Edelmiro "Toto" D'Amario. Con el grabó dieciocho canciones hasta 1957. Las más destacadas fueron Mi dolor, Ventanita florida, Langosta, Carnaval de mi barrio, Zapatitos de raso, Cascabelito, El choclo, Cuartito azul, Rejas y glicinas y Shusheta.
El 24 de abril de 1958 hace dos grabaciones con la orquesta de Daniel Lomuto: Vos hacés lo que querés y Miriñaque. Luego, entre septiembre del mismo año y abril de 1959 graba seis canciones más, con la orquesta de Luis Stazo: El despertar, Esta soledad, Glorias del ayer, Quien tiene tu amor, Hablando de tango y Un boliche.
El 16 de junio de 1959 Vargas graba por última vez, acompañado por la orquesta de José Libertella. Las canciones elegidas fueron La cieguita y La porteñita.

## Muerte
Vargas falleció una gélida mañana del martes 7 de julio de 1959, como consecuencia de complicaciones surgidas después de la operación en la que se le extirpó un pulmón.
Sus restos se encuentran en el cementerio de Olivos.

## Filmografía
Se le puede ver en el filme Su última pelea dirigido por Jerry Gómez en 1949.